# Astragalus muelleri
Astragalus muelleri là một loài thực vật có hoa trong họ Đậu. Loài này được Steud. & Hochst. miêu tả khoa học đầu tiên.